# بنك ترانسيلفانيا
بنك ترانسيلفانيا (بالرومانية: Banca Transilvania)‏ هو أكبر بنك في رومانيا. تأسس البنك عام 1993 في مدينة كلوج نابوكا على يد مجموعة من رجال الأعمال المحليين. 79% من رأسماله يعود إلى مُستثمرين رومانيين، في حين 21% من رأس المال مُستثمرون أجانب.
يتمركز نشاط البنك حول أربعة خطوط رئيسية للأعمال، وهي: الخدمات المصرفية للشركات، وللشركات الصغيرة والمُتوسطة، وللأفراد، ولشُعبة الأطباء. يمتلك بنك ترانسيلفانيا حوالي 3.6 مليون عميل (3.3 مليون حساب فردي و390,000 شركة)، وأكثر من 500 فرع وأكثر من 9,000 موظف. الرئيس التنفيذي للبنك هو عمر تتيك منذ يونيو 2013.